# Crosseola bollonsi
Crosseola bollonsi es una especie de molusco gasterópodo de la familia Liotiidae.

## Distribución geográfica
Se encuentra en Nueva Zelanda